# Aranyer Din Ratri
Araṇyēr din rātri è un film del 1970 diretto da Satyajit Ray.